# Rolls-Royce Merlin
Pour les articles homonymes, voir Merlin (homonymie).
La lignée des Rolls-Royce Merlin est une famille de moteurs d'avion, mis au point lors des années 1930 par la firme britannique Rolls Royce pour combler un manque dans sa gamme entre les Rolls-Royce Kestrel de 22 litres de cylindrée et les fameux Rolls-Royce R de 36 litres qui équipaient les hydravions de compétition de la firme Supermarine. Grâce à leur puissance massique importante, ils furent considérés  par certains comme faisant partie des meilleurs moteurs de la Seconde Guerre mondiale. Ils furent produits à 168 040 exemplaires, dont 55 873 par Packard aux États-Unis. Le nom de ce moteur vient du nom du faucon émerillon en anglais.

## Naissance
Le développement fut entrepris sous la forme d'une initiative privée sur fonds propres d'Henry Royce, en 1932, sous le nom de PV-12 (PV pour private venture). En octobre 1933, l'Air Ministry accepte de financer le développement et donne le nom de Merlin au moteur. Une première version apparaît en juillet 1934 : le Merlin A, capable de fournir 790 chevaux à 2 700 tours par minute. Mais le moteur souffre de nombreux problèmes, principalement au niveau des engrenages du réducteur, des chemises, et du système de refroidissement par évaporation. Le Merlin B qui suit est pourvu de quatre soupapes par cylindre, faisant un angle de 45° comme sur les moteurs d'automobile de la marque. Essayé en février 1935, ce moteur fournit une puissance de 950 chevaux. Le Merlin C voit la fabrication changée par le coulage en trois parties du carter et des deux blocs de cylindres, les soupapes sont toujours à 45°.
La version E (qui dérive du C) est assez fiable pour passer le test des cinquante heures, fournissant 955 chevaux avec des pointes à 1 045. Le F est en préparation quand est proposé le Merlin G, qui présente des soupapes verticales parallèles aux cylindres. Ce moteur se révèle meilleur et passe le test un mois avant le modèle F. La production de série est lancée, le Merlin F devient Merlin I, mais la production est rapidement arrêtée après 172 exemplaires, le modèle G (Merlin II) étant produit en grandes quantités. Le moteur est essayé pour la première fois en vol en 1935 sur un Hawker Hart.
Le liquide de refroidissement retenu est l'éthylène glycol produit par la société Prestone aux États-Unis. 
En 1936 les deux seuls avions à l'étude capables de satisfaire la demande du l'Air Ministry de chasseurs modernes pour la RAF sont le Hawker Hurricane et le Supermarine Spitfire. Tous les deux utilisant le Merlin, ce moteur devient essentiel à l'effort de guerre britannique. 
Les premières séries de moteurs souffrant d'une fiabilité douteuse, Rolls-Royce lance alors un superbe programme de contrôle de la qualité qui allait faire la renommée de ses moteurs. Certains moteurs étaient prélevés à la sortie des chaînes de montage et on les faisait tourner sur un banc, à pleine puissance jusqu'à la panne. Ils étaient alors démontés pour trouver la pièce qui avait cédé, la pièce était alors retravaillée pour être rendue plus résistante. Après deux ans de cette procédure, les Merlins étaient devenus des moteurs extrêmement fiables capables de tourner pendant huit heures à plein régime, sans aucun problème.

## Description et caractéristiques du Merlin 61
Le Merlin est un moteur V12 à essence dont les deux bancs de cylindres sont à 60° ; l'allumage se fait selon la séquence : 1A, 6B, 4A, 3B, 2A, 5B, 6A, 1B, 3A, 4B, 5A, 2B (le cylindre 1A étant le plus éloigné à droite par rapport au pilote). 
Chaque cylindre est pourvu de deux soupapes d'admission et de deux d'échappement, ces dernières sont refroidies au sodium, et actionnées par un arbre à cames en tête. L'alimentation du moteur est réalisée par un carburateur doté d'un contrôle automatique de la richesse. L'air est fourni par un compresseur de deux étages à deux vitesses, le flux d'air étant refroidi entre les deux étages par un échangeur de chaleur. Le liquide de refroidissement est un mélange de 70 % d'eau et 30 % d'éthylène glycol pressurisé. La lubrification est assurée par un circuit d'huile qui comporte une pompe de pression et deux pompes de vidange.
masse à sec : 745 kg
course : 152,4 mm
alésage : 137,2 mm
cylindrée : 27 litres
taux de compression : 6:1
puissance spécifique : 43,3 kW par litre
rapport puissance/masse : 1,57 kW par kg
puissance : 
1 565 ch (1 170 kW) à 3 000 tours par minute à 3 740 mètres d'altitude.
1 390 ch (1 035 kW) à 3 000 tours par minute à 7 170 mètres d'altitude.

## Évolution

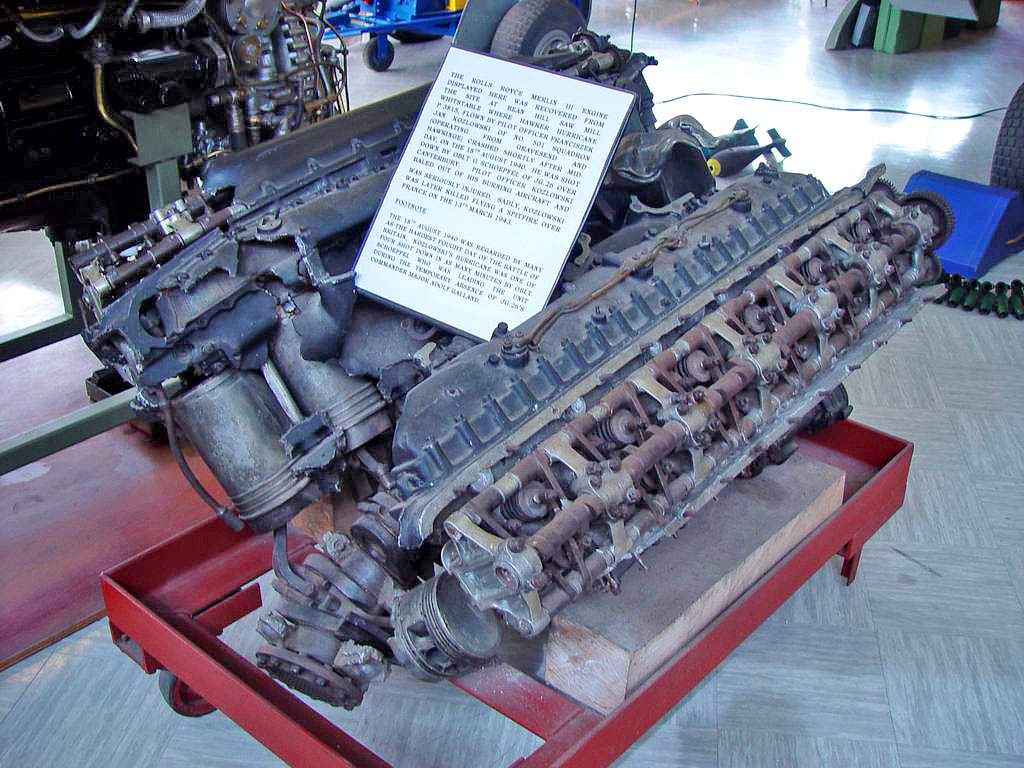
épave de Merlin III

L'augmentation de la puissance du moteur se fit de deux façons, en utilisant des carburants à indice d'octane de plus en plus élevé et en perfectionnant le compresseur. Ces modifications permettaient d'augmenter la pression d'admission dans les cylindres et donc finalement la puissance du moteur, sans augmenter la cylindrée. Cette possibilité existait grâce, entre autres, à la puissante industrie pétrolière américaine, capable de fournir en quantité ces nouveaux carburants onéreux, au contraire des Allemands qui, n'ayant pas cette possibilité, furent obligés d'augmenter la taille de leurs moteurs qui se révélaient donc moins intéressants en termes de rapport puissance/masse.
La première grande évolution apparaît avec le  Merlin X  qui utilise un compresseur à deux vitesses, dont la licence a été acquise auprès de Farman en 1935. Cette innovation permet de diminuer la puissance absorbée par le compresseur mécanique à basse altitude, lorsqu'il n'y pas besoin de suralimentation mais par contre la longueur du moteur augmente. En 1939, la décision de se focaliser sur des carburants à indice d'octane 100 est prise, la pression d'admission limitée auparavant à 3 kg/cm2 est alors portée à 6.

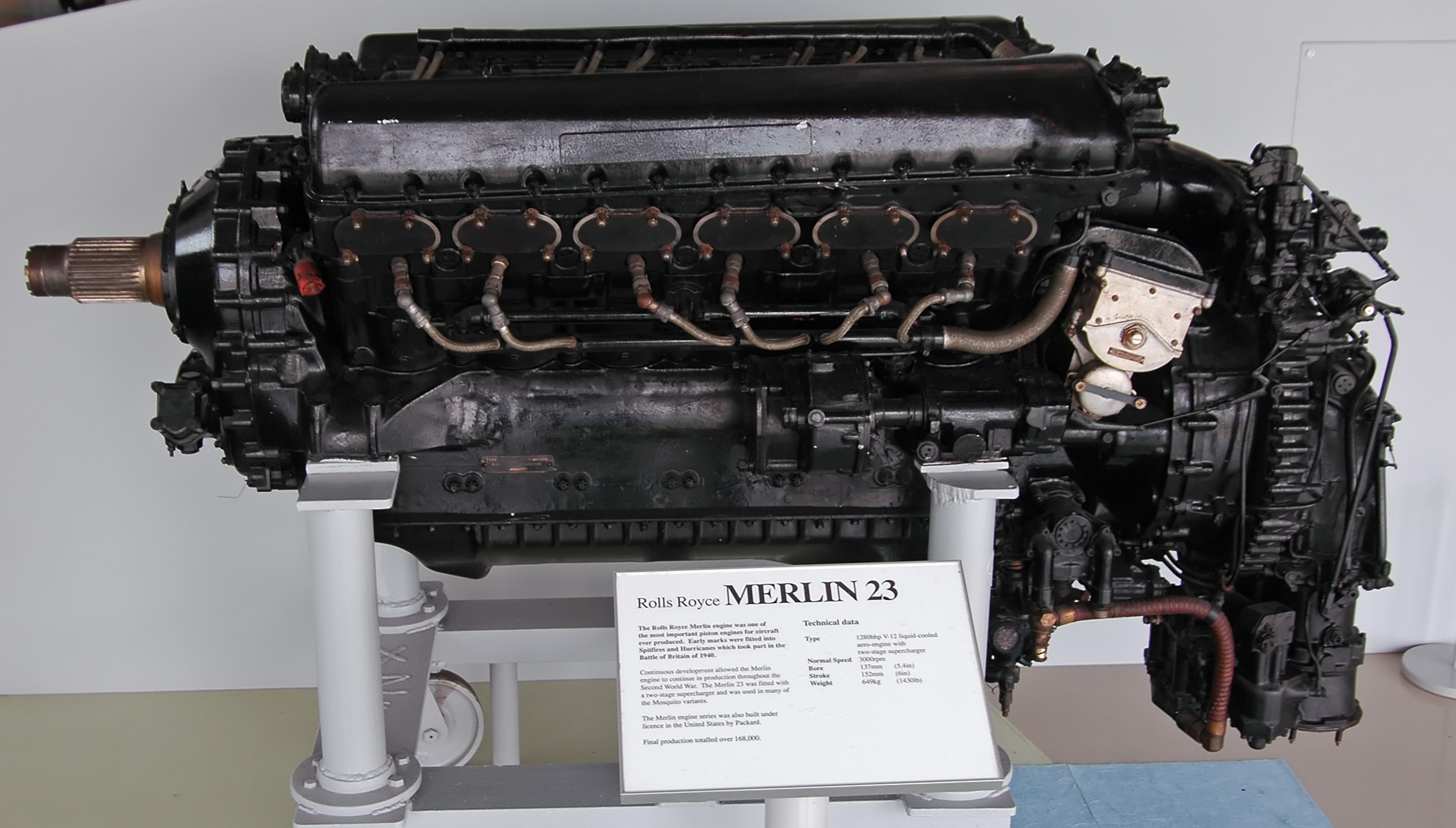
Merlin XXIII

La phase suivante est l'œuvre de Stanley Hooker, qui améliore grandement l'efficacité du compresseur, grâce à un travail aérodynamique sur le flux d'air interne à celui-ci. Le carburateur est déplacé pour éviter d'avoir encore à augmenter la longueur du groupe. Ces modifications donnent naissance au  Merlin XX  qui est plus puissant en altitude, il fournit en effet 1 175 chevaux à plus de 6 000 mètres contre 1 060 à 4 500 mètres pour le Merlin II. Certaines variantes du moteur, cependant, sont optimisées pour la basse altitude, avec des pales d'hélice de compresseur raccourcies. Un de ces nouveaux Merlins est le Merlin 45  qui équipe le Spitfire MkV. Hooker décide aussi de passer au compresseur à deux étages. Pour les bombardiers, il monte un compresseur de Rolls-Royce Vulture en amont du compresseur normal du Merlin 46, donnant naissance au  Merlin 60. Cependant, l'élévation de température et de pression du mélange nécessite maintenant de le refroidir avant de le faire entrer dans les cylindres où il pourrait détoner prématurément. Le nouveau moteur peut alors fournir sa puissance maximale à près de 10 000 mètres.

Sous différentes versions, ce moteur aura équipé un grand nombre d’avions de tous types, du chasseur au bombardier lourd : Supermarine Spitfire, Hawker Hurricane, Boulton Paul Defiant, Avro Lancaster, de Havilland Mosquito, Handley Page Halifax, Fairey Fulmar, Armstrong-Whitworth Whitley, Curtiss P-40, P-51 Mustang...

## Avantages et inconvénients de l'alimentation par carburateur
Le maintien d'une alimentation par carburateur a été un défaut souvent reproché au Merlin, celui-ci pouvant amener le moteur à caler lors d'une manœuvre brusque en G négatifs, comme lorsqu'on pousse sur le manche à balai de l'avion. Les pilotes de Messerschmitt Bf 109 utilisèrent ainsi souvent l'avantage que leur procurait l'injection directe pour semer un Supermarine Spitfire à leurs trousses. Cependant l'usage d'un carburateur n'était pas sans avantages, tant s'en faut : Le système d'alimentation est en effet beaucoup plus simple à produire et à maintenir, et plus fiable, du fait de l'absence des pompes nécessaires au système d'injection qui nécessite un carburant beaucoup plus filtré. En outre, une petite modification du carburateur, imaginée en mars 1941 par Miss Tilly Shilling au Royal Aircraft Establishment, à Farnborough, remédia grandement au problème, avec l'introduction d'une membrane percée dans les cuves, qui autorisait enfin les manœuvres en G négatifs pendant de courtes périodes. En 1943, l'arrivée des carburateurs américains Bendix-Stromberg anti-G, qui furent montés sur les Merlin 66, résolut définitivement le problème.

## Seconde Guerre mondiale
La production du moteur Merlin à grande échelle en préparation à une déclaration de guerre fut un des objets principaux du Plan de l'Ombre élaboré par le Ministère de l'air en 1935. Il fut entre autres produit par des sous-traitants dans des Usines de l'Ombre à Crewe dans le Cheshire, Kidderminster, Glasgow et Manchester.

## Production américaine
Un projet de fabrication sous licence du moteur Merlin en France par la Société Fordair, filiale de Ford SAF, ne devait pas aboutir, malgré le soutien des autorités françaises et l’accord de principe des autorités britanniques.
Lors de la bataille d'Angleterre en 1940, le gouvernement britannique décida de fournir sous licence les plans du moteur aux Américains dans l'éventualité de leur défaite.
Revenant sur l’accord donné par son fils Edsel, Henry Ford devait s’opposer en juin 1940 à la production du Merlin par sa société aux États-Unis aux États-Unis. Par contre, la société Packard Motor Company donna son accord en septembre, pour lancer la production du moteur à la fois pour les Britanniques et les Américains, en l'adaptant aux techniques de production de masse de l'industrie américaine. Les deux premiers exemplaires furent présentés le 2 août 1941 à l'usine de Détroit et la production de masse commença en 1942.

## Usage dans les blindés

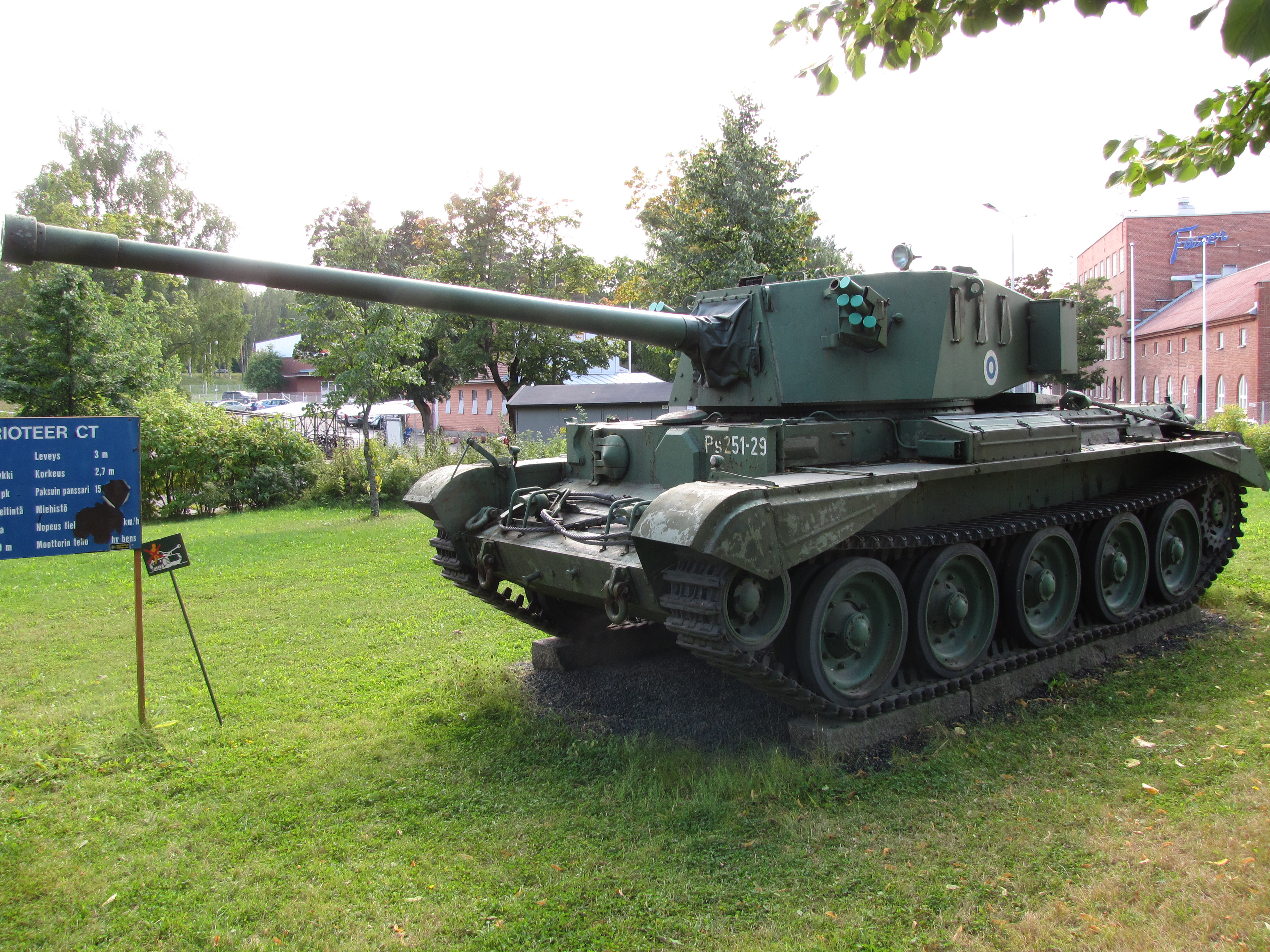
Le Charioteer, un chasseur de chars britannique à moteur Rolls-Royce Meteor.

Durant la Seconde Guerre mondiale, le Merlin fut adapté dans certains blindés britanniques sous le nom de « Meteor », notamment dans les chars Cromwell et Comet et, tout à la fin de la guerre, dans le char Centurion. Par la suite, il équipa aussi le Conqueror et le char sud-africain Olifant.

## Usage automobile
Dans les années 1960, John Dodd, dans le Kent en Angleterre, monta le moteur dans un véhicule de sa conception appelé The Beast (la bête). Dépourvu de compresseur, il fournissait 850 chevaux (certains pensent qu'il s'agissait d'un Rolls Royce Meteor) et entraînait une transmission automatique TH-400 de General Motors sur un châssis en fibre de verre. Listé dans le livre Guinness des records.

## Versions

### Production de Rolls Royce
- Merlin A juillet 1934, 790 ch à 2 500 tr/min et à 4 000 m.

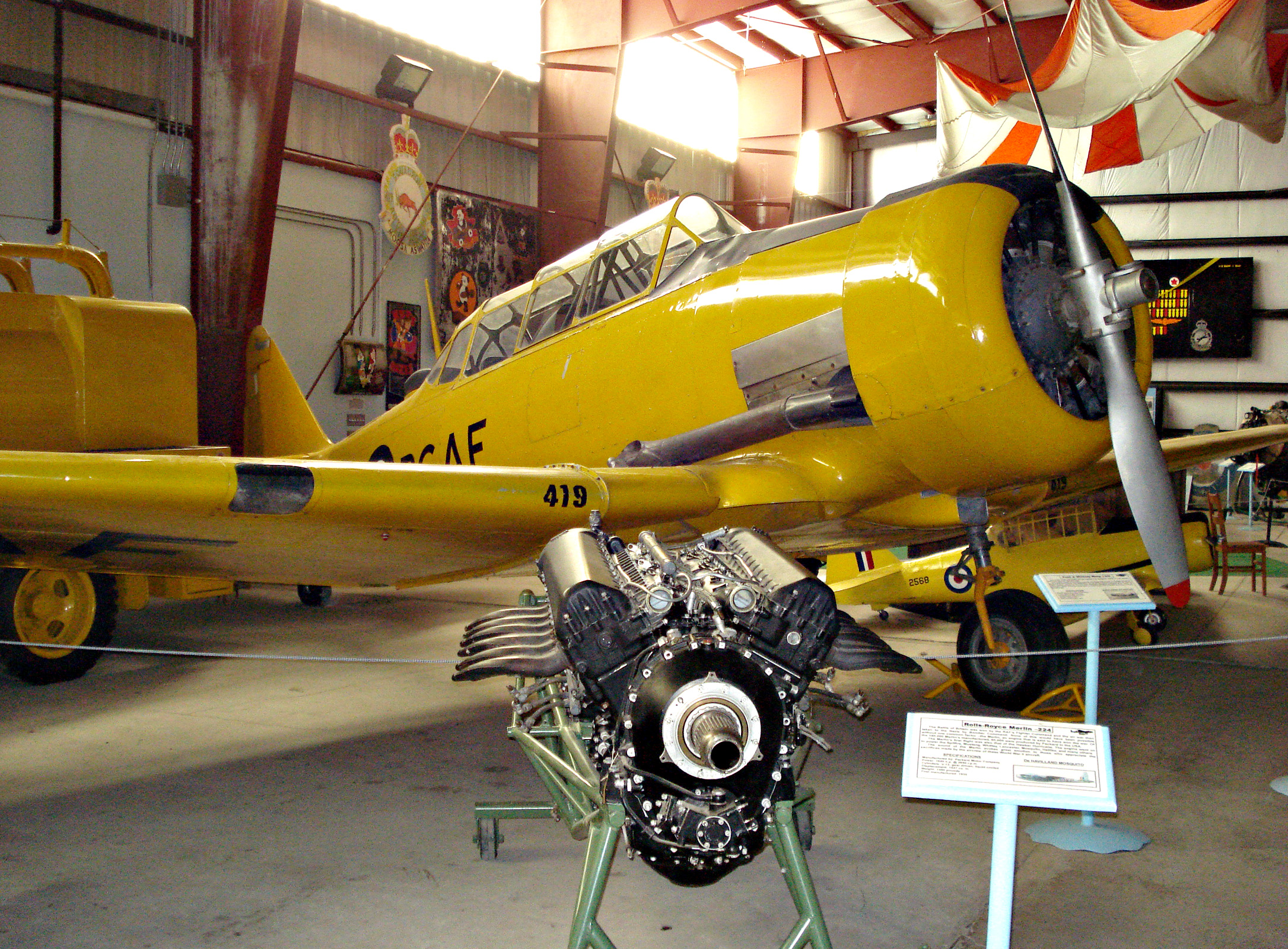
Moteur Merlin 224.

- Merlin B février 1935, 4 soupapes par cylindres, soupapes d'admission sur une rampe à 45° par rapport aux têtes de cylindre, 950 ch à 3 700 mètres.
- Merlin C bloc de cylindres coulés séparément, équipe le Supermarine Type 300.
- Merlin D
- Merlin E version améliorée du C.
- Merlin I ou Merlin F 172 exemplaires, soupapes d'admission sur une rampe à 45° par rapport aux têtes de cylindre.
- Merlin II ou Merlin G 1 030 ch à 3 000 tr/min et à 5 500 m, utilisé sur le Spitfire Mk I.
- Merlin III
- Merlin X compresseur à deux vitesses.
- Merlin XII emploi d'un mélange d'éthylène, glycol et d'eau sous pression, pour le refroidissement, utilisé sur le Spitfire Mk II.
- Merlin XX utilisation de carburant à indice d'octane 100 au lieu de 87, 1 300 ch.
- Merlin 45 compresseur à un étage et une vitesse, équipe le Spitfire Mk V.
- Merlin 46
- Merlin 47 équipe le Spitfire HF VI
- Merlin 60 compresseur à deux étages, équipe le Spitfire Mk IX.
- Merlin 61 bloc de cylindres en deux parties.
- Merlin 63 équipe le Spitfire Mk VIII.
- Merlin 65
- Merlin 66 culasse coulée séparément et vissée sur le carter.
- Merlin 67
- Merlin 76
- Merlin 85
- Merlin 100
- Merlin 130
- Merlin 140
- Merlin 224, équipe certains modèles de Avro Lancaster.
- Merlin 266 équipe le Spitfire Mk XVI.
- Meteor version destinée à équiper les blindés, compresseur supprimé et moindre emploi d'alliages légers.

### Production de Packard
- V-1650-1 utilisé sur le P-40F
- V-1650-3
- V-1650-7 utilisé sur le P-51 Mustang
- V-1650-9
- V-1650-11